# Seicho-No-Ie

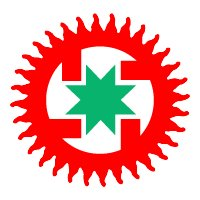
logo ufficiale di Seicho-No-Ie

Seicho-No-Ie, (生長の家, Seichō no ie, tradotto in italiano "La casa della vita infinita") è una filosofia religiosa sincretistica, non denominazionale e monoteistica che si rifà ai principi del New Thought e aderisce all'International New Thought Alliance.
Seicho-No-Ie è una delle cosiddette "nuove religioni giapponesi", nuovi movimenti religiosi che si sono sviluppati e diffusi nel paese del Sol Levante a partire dagli anni trenta e nel periodo immediatamente successivo alla Seconda guerra mondiale.
Fu fondato in Giappone nel 1930 da Masaharu Taniguchi, che dedicò diversi anni allo studio di differenti filosofie e religioni, fino a ricevere a suo dire, durante una meditazione profonda, l'ispirazione divina che costituì la base del suo movimento religioso.
Oltre che in Giappone, il Seicho-No-Ie è diffuso anche in Nordamerica, Brasile, Australia e in altri paesi asiatici (Cina, Taiwan, Corea e Thailandia). In Europa Seicho-No-Ie è presente in Francia, Regno Unito, Germania, Austria e Svizzera.

## Caratteristiche
I suoi insegnamenti enfatizzano l'importanza della gratitudine verso la natura, la famiglia e gli antenati, ma soprattutto la fede religiosa in un Dio unico universale. Le dottrine di Seicho-No-Ie sono una derivazione sincretistica di elementi mutuati dal Buddismo, dal Cristianesimo e dallo Shintoismo.
Secondo le credenze di base del movimento:
1. L'universo è il riflesso di una forza divina (Dio), che è perfettamente armoniosa;
2. Gli esseri umani ed ogni altra cosa sono perfette creazioni di Dio; le apparenti imperfezioni sono illusorie;
3. L'ambiente che ci circonda, il destino ed il corpo sono tutti riflesso della mente e del corpo.[3]

Negli insegnamenti del Seicho-No-Ie, ogni essere umano è considerato un figlio di Dio: tutti hanno anche un infinito potere creativo e sono capaci di mutare il proprio mondo.
I membri praticano lo shinsokan, una meditazione di preghiera che viene considerata come rivelata direttamente da Dio a Taniguchi, basata su una combinazione di postura, respiro e preghiera.